# Denis Tkačuk
Denis Tkačuk (in russo Денис Геннадьевич Ткачук?; traslitterazione anglosassone: Denis Gennadyevich Tkachuk; Belgorod, 2 luglio 1989) è un calciatore russo, centrocampista del Tjumen'.

## Caratteristiche tecniche
Esterno sinistro, può giocare anche come trequartista.

## Carriera

### Club
Ha giocato nella prima divisione russa.

## Palmarès

### Club

#### Competizioni nazionali
- Pervenstvo Futbol'noj Nacional'noj Ligi: 1

Rotor: 2019-2020